# Aidanosagitta regularis
Aidanosagitta regularis är en djurart som tillhör fylumet pilmaskar, och som först beskrevs av Aida 1897.  Aidanosagitta regularis ingår i släktet Aidanosagitta och familjen Sagittidae. Inga underarter finns listade i Catalogue of Life.